# 棕斑鸠

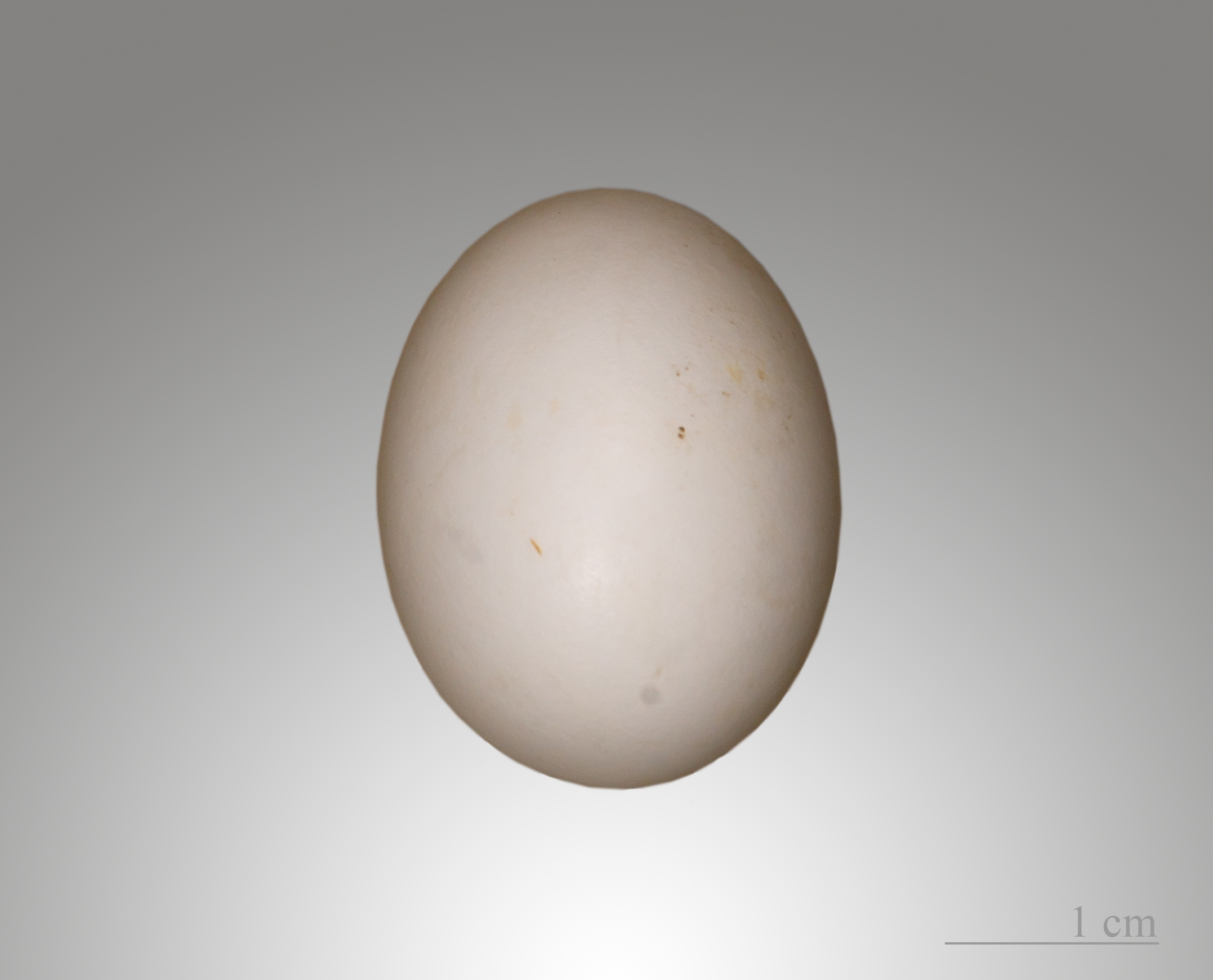
棕斑鸠的蛋

棕斑鸠（学名：Spilopelia senegalensis）为鸠鸽科副斑鸠属的鸟类。分布于非洲、阿拉伯半岛、伊朗、前苏联、阿富汗、巴基斯坦、印度、尼泊尔、可能人工引入土耳其、巴勒斯坦、叙利亚、澳大利亚以及中国大陆的新疆等地，一般栖息于沙漠、半沙漠以及绿洲及矮树丛生之地。该物种的模式产地在非洲塞内加尔。

Dove Iran

## 亚种
- 新疆棕斑鸠（Spilopelia senegalensis ermanni）。在中国大陆，分布于新疆等地。该物种的模式产地在前苏联。[3]